# Чемпионат Норвегии по волейболу среди женщин
Чемпионат Норвегии по волейболу среди женщин — ежегодное соревнование женских волейбольных команд Норвегии. Проводится с 1946 года.
Соревнования проходят в пяти дивизионах — Элитесерии, 1-м, 2-м, 3-м, 4-м и 5-м дивизионах. Организатором чемпионатов является Норвежский волейбольный союз.

## Формула соревнований (Элитесерия)
Чемпионат 2024/25 включал два этапа — предварительный и плей-офф. На предварительной стадии команды играли в два круга. Две лучшие напрямую вышли в полуфинал плей-офф, ещё два места в котором в четвертьфинальных двухматчевых сериях разыграли команды, занявшие на предварительной стадии места с 3-го по 6-е (в случае равенства побед в расчёт бралось количество очков). Эти 4 команды в формате «финала четырёх» (два полуфинала и два финала — за 1-е и 3-е места) разыграли призовые места чемпионата.
За победу со счётом 3:0 и 3:1 команды получают 3 очка, 3:2 — 2 очка, за поражение со счётом 2:3 — 1 очко, 0:3 и 1:3 — 0 очков.
В чемпионате 2024/25 в Элитесерии участвовали 9 команд: «ТИФ-Викинг» (Берген), ОКСИЛ (Мюре), «Колл» (Осло), «Фёрде», «Рандаберг», НТНУИ (Тронхейм), «Осло Воллей», «Лиерне», «ТоппВоллей Норге» (Саннес). Чемпионский титул выиграл «ТИФ-Викинг», победивший в финале «Колл» 3:2. 3-е место занял ОКСИЛ.

## Призёры
| Сезон     | 1-е место                                         | 2-е место                                         | 3-е место                                         |
| --------- | ------------------------------------------------- | ------------------------------------------------- | ------------------------------------------------- |
| 1946      | «Дристуг» Эмли                                    |                                                   |                                                   |
| 1947      | «Ютул» Осло                                       |                                                   |                                                   |
| 1948      | «Ютул» Осло                                       |                                                   |                                                   |
| 1949      | «Ютул» Осло                                       |                                                   |                                                   |
| 1950      | «Ютул» Осло                                       |                                                   |                                                   |
| 1951      | «Ютул» Осло                                       |                                                   |                                                   |
| 1952      | «Ютул» Осло                                       |                                                   |                                                   |
| 1953      | «Ютул» Осло                                       |                                                   |                                                   |
| 1954      | «Варг» Осло                                       |                                                   |                                                   |
| 1955      | «Ютул» Осло                                       |                                                   |                                                   |
| 1956      | «Порсгрунн»                                       |                                                   |                                                   |
| 1957      | «Порсгрунн»                                       |                                                   |                                                   |
| 1958      | «Порсгрунн»                                       |                                                   |                                                   |
| 1959      | «Порсгрунн»                                       |                                                   |                                                   |
| 1960      | «Порсгрунн»                                       |                                                   |                                                   |
| 1961      | «Порсгрунн»                                       |                                                   |                                                   |
| 1962      | «Порсгрунн»                                       |                                                   |                                                   |
| 1963      | «Порсгрунн»                                       |                                                   |                                                   |
| 1964      | «Сандхауг» Эмли                                   |                                                   |                                                   |
| 1965      | «Сандхауг» Эмли                                   |                                                   |                                                   |
| 1966      | «Сандхауг» Эмли                                   |                                                   |                                                   |
| 1967      | «Саннес»                                          |                                                   |                                                   |
| 1968      | «Саннес»                                          |                                                   |                                                   |
| 1969      | «Саннес»                                          |                                                   |                                                   |
| 1970      | «Кристиансанн СИ»                                 |                                                   |                                                   |
| 1971      | «Кристиансанн СИ»                                 |                                                   |                                                   |
| 1972      | «Кристиансанн СИ»                                 |                                                   |                                                   |
| 1972/73   | НИХИ Осло                                         | «Санкт-Свитун» Ставангер                          | «Кристиансанн СИ»                                 |
| 1973/74   | «Берген СИ»                                       | «Олесунн»                                         | НИХИ Осло                                         |
| 1974/75   | «Кристиансанн СИ»                                 | «Берген СИ»                                       | «Саннес»                                          |
| 1975/76   | «Олесунн»                                         | НИХИ Осло                                         | «Берген СИ»                                       |
| 1976/77   | «Кристиансанн СИ»                                 | «Берген СИ»                                       | «Олесунн»                                         |
| 1977/78   | НИХИ Осло                                         | «Кристиансанн СИ»                                 | «Берген СИ»                                       |
| 1978/79   | «Берген СИ»                                       | «Кристиансанн СИ»                                 | «Санкт-Свитун» Ставангер                          |
| 1979/80   | «Берген СИ»                                       | «Кристиансанн СИ»                                 | «Саннес»                                          |
| 1980/81   | «Берген СИ»                                       | НИХИ Осло                                         | «Олесунн»                                         |
| 1981/82   | «Берген СИ»                                       | «Тамбаскьелвар» Нёустдал                          | «Осло»                                            |
| 1982/83   | «Берген СИ»                                       | «Осло»                                            | «Сортланн»                                        |
| 1983/84   | «Сортланн»                                        | «Осло»                                            | «Бергкамератене» Конгсберг                        |
| 1984/85   | «Бергкамератене» Конгсберг                        | «КФУМ Осло»                                       | «Берген СИ»                                       |
| 1985/86   | «КФУМ Осло»                                       | «Бергкамератене» Конгсберг                        | «Берген СИ»                                       |
| 1986/87   | «Берген СИ»                                       | «Бергкамератене» Конгсберг                        | «КФУМ Осло»                                       |
| 1987/88   | «КФУМ Осло»                                       | «Бергкамератене» Конгсберг                        |                                                   |
| 1988/89   | «Бергкамератене» Конгсберг                        | «КФУМ Осло»                                       |                                                   |
| 1989/90   | «Саннес»                                          | «Харстад»                                         |                                                   |
| 1990/91   | «Колл» Осло                                       | «Берген СИ»                                       | «Саннес»                                          |
| 1991/92   | «Саннес»                                          | «Берген СИ»                                       | «Фюллинген» Берген                                |
| 1992/93   | «Колл» Осло                                       | «Саннес»                                          | «Блиндхейм» Олесунн                               |
| 1993/94   | «Колл» Осло                                       | «Клепп»                                           | «Харстад»                                         |
| 1994/95   | «Колл» Осло                                       | «Фюллинген» Берген                                | «Клепп»                                           |
| 1995/96   | «Клепп»                                           | «Колл» Осло                                       | «Харстад»                                         |
| 1996/97   | «Клепп»                                           | «Колл» Осло                                       | «Фюллинген» Берген                                |
| 1997/98   | «Клепп»                                           | «КФУМ Осло»                                       | «Эукра»                                           |
| 1998/99   | «Клепп»                                           | «Колл» Осло                                       | «КФУМ Осло»                                       |
| 1999/2000 | «Колл» Осло                                       | «Клепп»                                           | «Осло Воллей» Осло                                |
| 2000/01   | «Колл» Осло                                       | «Клепп»                                           | «Эукра»                                           |
| 2001/02   | «Клепп»                                           | «НТНУИ-Глёшауген» Тронхейм                        | «Колл» Осло                                       |
| 2002/03   | «Колл» Осло                                       | «НТНУИ-Глёшауген» Тронхейм                        | «КФУМ Ставангер»                                  |
| 2003/04   | «Колл» Осло                                       | «Тромсё»                                          | «НТНУИ-Глёшауген» Тронхейм                        |
| 2004/05   | «Колл» Осло                                       | «НТНУИ-Глёшауген» Тронхейм                        | «Осло Воллей» Осло                                |
| 2005/06   | «Колл» Осло                                       | «Осло Воллей» Осло                                | «Берген СИ»                                       |
| 2006/07   | «Колл» Осло                                       | «Осло Воллей» Осло                                | «Берген СИ»                                       |
| 2007/08   | «Колл» Осло                                       | «Осло Воллей» Осло                                | «Берген СИ»                                       |
| 2008/09   | «Колл» Осло                                       | «Осло Воллей» Осло                                | «Берген СИ»                                       |
| 2009/10   | УиС Ставангер                                     | «Колл» Осло                                       | «Берген СИ»                                       |
| 2010/11   | УиС Ставангер                                     | «Осло Воллей» Осло                                | «Колл» Осло                                       |
| 2011/12   | «Стод Воллей» Стейнхьер                           | «Осло Воллей» Осло                                | «Берген СИ»                                       |
| 2012/13   | «Осло Воллей» Осло                                | «Стод Воллей» Стейнхьер                           | «Берген СИ»                                       |
| 2013/14   | «Стод Воллей» Стейнхьер                           | «Осло Воллей» Осло                                | «Фёрде»                                           |
| 2014/15   | «Стод Воллей» Стейнхьер                           | «Осло Воллей» Осло                                | «Рандаберг»                                       |
| 2015/16   | «Рандаберг»                                       | «Осло Воллей» Осло                                | «ТоппВоллей Норге» Саннес                         |
| 2016/17   | «Рандаберг»                                       | «Осло Воллей» Осло                                | «ТоппВоллей Норге» Саннес                         |
| 2017/18   | «Фёрде»                                           | «ТоппВоллей Норге» Саннес                         | «Осло Воллей» Осло                                |
| 2018/19   | «ТоппВоллей Норге» Саннес                         | «Фёрде»                                           | «Осло Воллей» Осло                                |
| 2019/20   | «Колл» Осло                                       | «Рандаберг»                                       | «Тромсё»                                          |
| 2020/21   | Из-за пандемии COVID-19 чемпионат не был завершён | Из-за пандемии COVID-19 чемпионат не был завершён | Из-за пандемии COVID-19 чемпионат не был завершён |
| 2021/22   | «Тромсё»                                          | «Рандаберг»                                       | «Колл» Осло                                       |
| 2022/23   | «Рандаберг»                                       | «Колл» Осло                                       | «КФУМ Волда»                                      |
| 2023/24   | «Рандаберг»                                       | «Колл» Осло                                       | «ТИФ-Викинг» Берген                               |
| 2024/25   | «ТИФ-Викинг» Берген                               | «Колл» Осло                                       | ОКСИЛ Мюре                                        |

## Источник
- Волейбол. Энциклопедия/Сост. В. Л. Свиридов. Москва: Издательства «Человек» и «Спорт» — 2016.